# Zizia aptera
Zizia aptera är en flockblommig växtart som först beskrevs av Asa Gray, och fick sitt nu gällande namn av Merritt Lyndon Fernald. Zizia aptera ingår i släktet Zizia och familjen flockblommiga växter. Inga underarter finns listade i Catalogue of Life.

## Bildgalleri

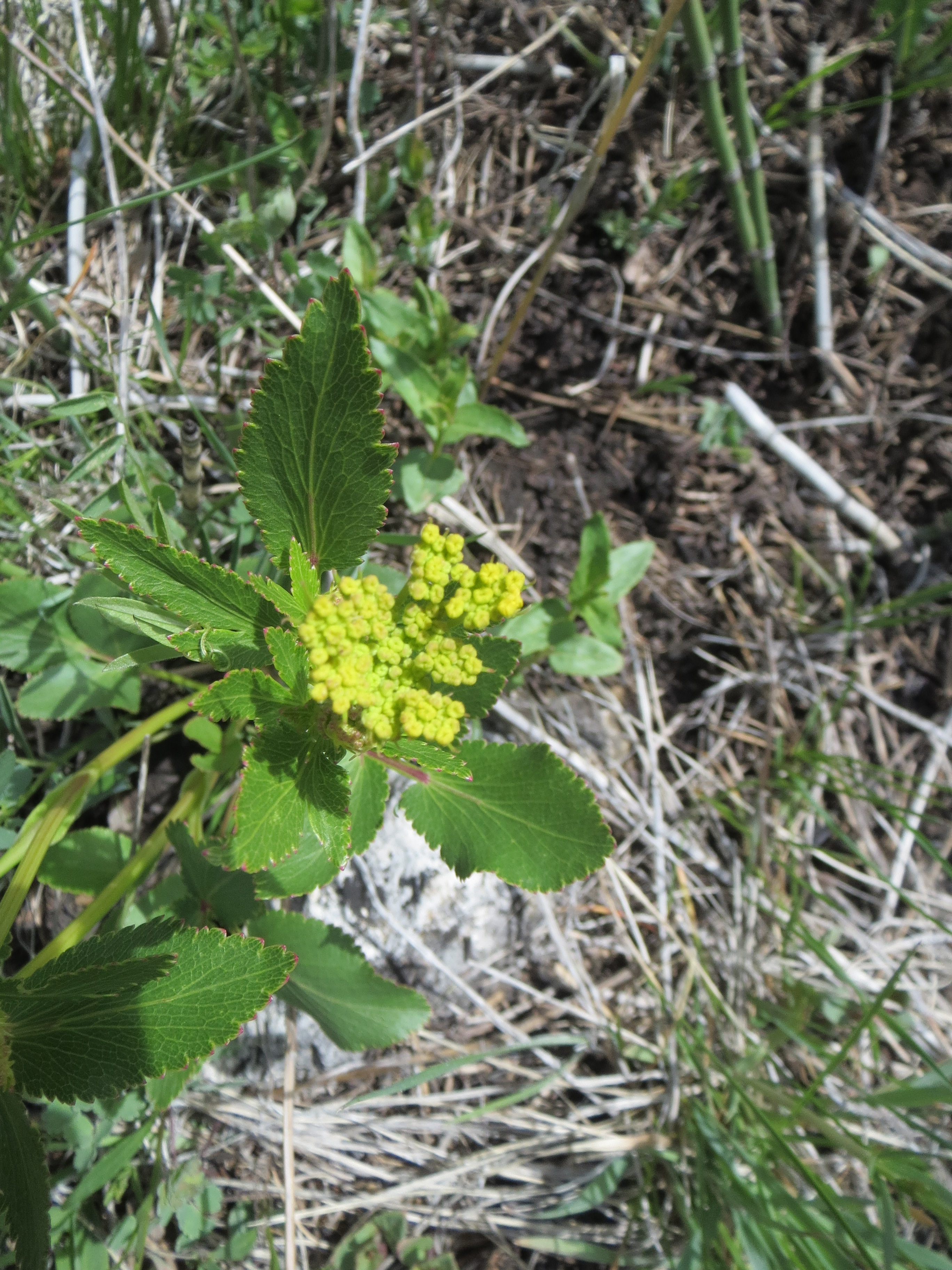